# Uvarus barombicus
Uvarus barombicus är en skalbaggsart som beskrevs av Bilardo 1982. Uvarus barombicus ingår i släktet Uvarus och familjen dykare. Inga underarter finns listade i Catalogue of Life.